# 阿提瓦拉·孔玛莱
阿提瓦拉·孔玛莱（1979年5月30日—）是一名泰国男演员 ，出生于泰國素攀府。藝名Toon，為泰國男子團體Bodyslam及。

## 早年生活经历
爱他困出生于泰国华裔潮州中产家庭。出生地为素攀府。

## 音樂作品

### 偏歌
- 2010 – Saeng Sud Thay
- 2013 – Ruea Lek Kuan Oak Jark Fang